# Кьолн (лек крайцер, 1916)
Кьолн (на немски: SMS Cöln) е леки крайцери на Императорските военноморски сили от времето на Първата световна война. Главен кораб на едноименния тип крайцери.
Крайцерът „Кьолн“ е заложен в корабостроителницата на „Blohm & Voss“ в град Хамбург през 1915 г. Спуснат е на вода на 5 октомври 1916 г. На 17 януари 1918 г. е въведен в експлоатация.

## Конструкция

### Технически характеристики
Дължината на крайцера съставлява 156 метра; ширината е 14,5 метра; газене: 6,4 метра. Водоизместимост 5600 тона. Максимална скорост 27,5 възела.
Екипаж: 560 души.

### Въоръжение
Главният калибър се състои от осем скорострелни 15 cm SK L/45 оръдия в единични установки. Две от тях са редом отпред на бака, две са на кърмата, линейно-терасовидно, и четири по всяка страна в средната част на кораба. Оръдията имат максимална далечина на стрелбата до 17 600 m. Боекомплектът им съставлява 1040 изстрела или 130 снаряда на ствол. Зенитното въоръжение на кораба първоначално се състои от три 8,8 cm SK L/45 зенитни оръдия. Крайцерът има и четири 60 cm надводни торпедни апарата, с общ запас от осем торпеда. Освен това може да носи до 200 мини за поставяне на заграждения.

## Съдба
В средата на май 1918 г. крайцерът „Кьолн“ е причислен към 2-ра разузнавателна група на германския императорски флот. Според условията на завършващото Първата световна война примирие, сключено на 11 ноември 1918 г. между Германия и страните от Антантата, немският Флот на откритото море, към който се числи и крайцерът „Кьолн“, подлежи на интерниране. Германските кораби са конвоирани на главната база на британските Кралски ВМС Скапа Флоу на островите Оркни. На 21 юни 1919 г. контраадмирал фон Ройтер заповядва на екипажите да потопят корабите, за да не попаднат в ръцете на англичаните. От 1981 г. потопеният крайцер „Кьолн“ се явява собственост на Оркнейските острови за дайвинг туризъм.

## Командири на кораба
- Фрегатенкапитан (капитан 2-ри ранг) Ерих Редер, януари – октомври 1918 г.
- Фрегатенкапитан Лудвиг Каулхаузен, октомври – ноември 1918 г.

## Коментари
1. ↑  Всички данни са към момента на влизането в строй.
2. ↑  Префиксът „SMS“ е от на немски: Seiner Majestat Schiff (Кораб на Негово Величество).
3. ↑  Според немската класификация те се обозначават като малки крайцери (на немски: Kleiner Kreuzer).
4. ↑  Съгласно номенклатурата на артилерията на флота на Германската империя „SK“ (Schnelladekanone) означава „скорострелно оръдие“, а L/45 означава сравнителната дължина на оръдието в калибри. В дадения случай L/45 означава, че дължината на оръдието съставлява 45 негови калибра (150 × 45).